# 집중심리주의
집중심리주의(集中審理主義)는 법원이 하나의 공판기일에 사건을 집중적으로 심리하고, 공판기일을 연장하는 경우 시간적 간격을 두지 않고 계속적으로 심리해야 한다는 소송법상의 원칙이다. 모든 범죄에 대하여 집중심리주의가 적용된다. 
집중심리제(集中審理制)는 재판부가 검찰측과 피고인측의 증거자료를 한꺼번에 제출받아 집중적으로 심리, 신속한 재판 진행을 통해 부당한 장기구금이나 장기 미제사건을 방지하려는 제도를 말한다.